# Koziivka, Korostîșiv
Koziivka (în ucraineană Козіївка) este o comună în raionul Korostîșiv, regiunea Jîtomîr, Ucraina, formată numai din satul de reședință.

## Demografie
Componența lingvistică a comunei Koziivka
     Ucraineană (99,24%)
     Alte limbi (0,76%)
Conform recensământului din 2001, majoritatea populației comunei Koziivka era vorbitoare de ucraineană (99,24%), existând în minoritate și vorbitori de alte limbi.